# 陈晓亚
陈晓亚（1955年8月—），江苏扬州人，植物生理学家，中国科学院院士。
陈晓亚于1982年毕业于南京大学生物学系。此后赴英国留学，1985年在雷丁大学（英語：University of Reading）获博士学位。 1994年起在中国科学院上海植物生理研究所从事研究工作。1999年中国科学院上海生命科学研究院成立后任职于植物生理生态研究所，曾出任所长、植物分子遗传国家重点实验室主任等职。2005年当选为中国科学院院士，现任中科院上海生命科学研究院院长、植物分子遗传国家重点实验室主任、中国植物生理学会常务副理事长、国际棉花基因组协调委员会(ICGI)委员等职。 2008年出任上海生命科学研究院院长，同年当选发展中国家科学院院士。
他长期从事植物次生代谢和棉纤维发育研究，早期曾从事植物分类学研究。对植物倍半萜代谢，尤其是棉花和青蒿萜类生物合成及调控开展了系统深入的研究，克隆鉴定了棉酚合成途径一系列酶和调控因子基因，并将棉花漆酶用于环境修复。通过对棉纤维发育相关转录因子的分析，鉴定了调控基因并提出其内含子起重要作用，为揭示棉纤维和植物表皮毛细胞发育的分子机制做出了贡献。在植物 microRNA 领域，发现激素和 miR160 通过生长素应答因子控制根尖顶端细胞分化和根冠形成。